# Lysipomia sparrei
Lysipomia sparrei är en klockväxtart som beskrevs av Jeppesen. Lysipomia sparrei ingår i släktet Lysipomia och familjen klockväxter. IUCN kategoriserar arten globalt som starkt hotad.
Artens utbredningsområde är Ecuador. Inga underarter finns listade i Catalogue of Life.